# Ichthyotettix stricticaudatus
Ichthyotettix stricticaudatus is een rechtvleugelig insect uit de familie Pyrgomorphidae. De wetenschappelijke naam van deze soort is voor het eerst geldig gepubliceerd in 2011 door Fontana, Buzzetti, Mariño-Pérez & García García.